# Lal Gopalganj Nindaura
Lal Gopalganj Nindaura es un pueblo y nagar Panchayat situado en el Distrito de Prayagraj en el estado de Uttar Pradesh (India). Su población es de 28288 habitantes (2011). 

## Demografía
Según el  censo de 2011 la población de Lal Gopalganj Nindaura era de 28288 habitantes, de los cuales  14570 eran hombres y 13718 eran mujeres. Lal Gopalganj Nindaura tiene una tasa media de alfabetización del 55,6%, inferior a la media nacional del 59,5%: la alfabetización masculina es del 62%, y la alfabetización femenina del 48,8%.